# 큰북

드럼셋에 있는 큰북. 1번.

큰북(大鼓, bass drum)의 기본적인 구조는 작은북 또는 테너드럼과 공통한다. 원통형의 몸통 양쪽에 가죽막을 씌운다. 가죽막은 먼저 목제인 가죽틀에 씌워 그들을 몸통의 양쪽 면에 대고 그 위에서 금속제의 누름틀로 누른다. 양쪽 면의 누름틀은 죔나사 또는 죔줄로 몸체에 고정시키고 가죽면은 일정한 장력(張力)을 유지하기 위하여 죄어진다. 오늘날 오케스트라 등에서 쓰이는 것은 대부분이 죔나사식이다. 몸체는 목제(木製)인 것과 알루미늄이나 동(銅) 등의 금속제(金屬製)도 있으나 그 크기는 정하여져 있지 않고, 가죽면의 직경은 소형인 것이 50cm에서 대형인 것은 80cm 정도까지 여러 가지이다. 몸통의 길이는 일반적으로 가죽면의 반지름 이하이다. 큰북의 북채는 특수한 것을 제외하고는 펠트제인 머리가 달린 것이 보통이며 그 전 길이는 25cm에서 30cm 정도의 것이 쓰인다. 북의 종류들은 팀파니만을 제외하고는 일정한 음높이를 가지지 않으나 큰북은 낮고 깊은 음을 낸다. 북 자체의 역사는 극히 오래이나 현재 유럽 음악에 관련된 북의 역사는 대략 12세기경부터 시작하여 18세기 이후 주로 터키의 영향을 받은 군악대의 발전과 함께 보급하였다. 큰북이 오케스트라에 등장한 것은 다른 타악기에 비하여 결코 빠르다고는 할 수 없으며, 팀파니가 보통 쓰이는 고전파에서도 큰북은 특수한 경우를 제외하고는 쓰이지 않고 있다. 오케스트라에서는 보통 연주자는 서서 오른손으로 한 개의 북채를 들고 연주하며 악기는 가죽면을 수직으로 세운 형으로 스탠드 위에 놓인다. 기본적인 타법(打法)으론 가죽면의 중심을 비스듬히 위쪽에서 만곡선(灣曲線)을 그리듯이 내리치며 센박부(強拍部)에서는 아래쪽에서 위쪽으로 올려친다. 기본적인 주법 외에 가장 잘 쓰이는 것은 트레몰로(롤치기)이다. 이 때에는 북채의 중앙부를 쥐고 손목의 탄력을 이용하여 북채의 양끝으로 때려 소리를 낸다. 그리하여 특별한 탐폰(tampon)이라고 하는 양끝에 머리가 달린 북채를 쓰기도 한다. 또 양손으로 2개의 북채를 써서 양쪽면을 때려 소리를 내기도 한다. 행진곡 등에서 어떤 리듬에 강박을 써야 할 때 심벌즈와 함께 쓰는 경우가 많으며 그리하여 취주악에서는 큰북 위에 심벌즈를 붙이고 한 사람의 연주자가 이 두 가지를 연주하는 경우가 많다.

## 대중 음악에서의 사용
한편, 재즈 등 경음악이나 대중음악에서는 드럼 셋에 든다. 베이스 드럼은 드럼 셋을 구성하는 필수적인 악기이다. 흔히 오케스트라 등에 사용될 때 큰북이라고 하고 드럼이나 전자 음악에서 사용될 때는 베이스 드럼 혹은 킥 드럼으로 불린다. 드럼 셋을 구성하는 캄보드럼이라고 불리는 베이스 드럼은 몸통 직경과 길이가 대략 같고, 페달 방식의 북채가 있어 발로 연주하는 특수한 큰북이다. 록에서는 베이스 드럼을 컴프레서와 연결해 특유의 '텅~'하는 소리를 줄여준다. 그런 이유로 록에서의 큰북 소리가 약간 딱딱한 전자음처럼 느껴진다. 오늘날의 거의 모든 대중음악에서 베이스 드럼을 들어볼 수가 있다.